# Dichaetomyia
Dichaetomyia is een geslacht van insecten uit de familie van de echte vliegen (Muscidae), die tot de orde tweevleugeligen (Diptera) behoort.

## Soort
- D. doubleti (Pandellé, 1898)